# Boys' Life
Boys' Life est le magazine mensuel des Boy Scouts of America (BSA). Il cible prioritairement les jeunes Américains entre 6 et 18 ans.
Boys' Life est publié en trois éditions. Toutes ces éditions ont le même couverture mais diffèrent par l'inclusion de 16 à 20 pages, d'un contenu unique, destinées à une cible déterminée.